# Dinoszauruszok rendszerezése

A dinoszauruszok evolúciója

A dinoszauruszrendszertan kialakulása 1842-ben kezdődött, mikor Sir Richard Owen az Iguanodont, a Megalosaurust és a Hylaeosaurust egy különálló nemzetségbe vagy alrendbe kívánta besorolni, melynek a Dinosauria nevet javasolta. 1887 és 1888 között Harry Seeley a medencéjük felépítése alapján két csoportra, a hüllőmedencéjűek (Saurischia) és a madármedencéjűek (Ornitischia) rendjére osztotta fel a dinoszauruszokat. Ezek a csoportosítások rendkívül tartósnak bizonyultak, de voltak kevésbé időtálló rendszertani változtatások is.
A legnagyobb változást Willi Hennig rovarszakértő 1950-es évekbeli munkája eredményezte, melyből kifejlődött a modern kladisztika tudománya. A kizárólag fosszíliákból ismert fajok egyedi jellemzőinek precíz elemzése és más eltérő állatcsoportok (kládok) tulajdonságaival való összevetése hihetetlenül hasznosnak bizonyult. Mikor az 1990-es években a kladisztikában bevezették a számítógépes modellezést, az őslénykutatók az első zoológusok között voltak, akik használni kezdték a rendszert[forrás?]. A dinoszaurusz klád progresszív feltérképezése és az új felfedezések több, korábban bizonytalan taxonok közti kapcsolatra is fényt derítettek, amelyek a 2000-es évek közepére már elfogadottá váltak. Míg a kladisztika egyeduralkodóvá vált a hivatásos őslénykutatók között, a Linné-i rendszert néhány kutató továbbra is használta, főként ismeretterjesztő munkák céljára.

## Benton rendszerezés
Benton Gerinces őslénytan (Vertebrate Paleontology) című egyetemi tankönyvének harmadik, 2004-es kiadása egy új rendszer alapját képezi. Strukturált felépítése jól tükrözi az evolúciós kapcsolatokat (a kladogramokhoz hasonlóan), megtartja azonban a hagyományos Linné-i rendszertan rangsorolási módszerét. A rendszertan, az új kutatások eredményeképpen megújult a 2000-es második kiadáshoz képest, de megőrizte konzervatív jellegét.
Benton a dinoszauruszokat a Magzatburkosok csoportjába, a Sauropsida osztályba, a Diapsida alosztályba, az Archosauromorpha alosztályágba, az Archosauria törzsbe, az Avemetatarsalia altörzsbe, az Ornithodira altörzságba és a Dinosauria öregrendbe sorolta be. A Dinosauria öregrendet a hagyományos hüllőmedencéjűek és a madármedencéjűek rendjére osztotta fel. A kihalt taxonok megjelölésére a † jel használható.

### Hüllőmedencéjűek rendje
- Theropoda alrend
  - †Herrerasauria alrendág
  - †Coelophysoidea alrendág
  - †Ceratosauria alrendág
    - †Ceratosauridae család
    - †Abelisauridae család

  - Tetanurae alrendág
    - †Carnosauria osztag
      - †Spinosauroidea alosztag
        - †Megalosauridae család
        - †Spinosauridae család

      - †Allosauroidea alosztag
        - †Allosauridae család
        - †Carcharodontosauridae család

    - Coelurosauria osztag
      - †Coeluridae család
      - Maniraptoriformes alosztag
        - †Tyrannosauridae család
        - †Ornithomimidae család
        - Maniraptora alosztagág
          - †Alvarezsauridae család
          - †Therizinosauridae család
          - †Deinonychosauria csoport
            - †Troodontidae család
            - †Dromaeosauridae család

          - Avialae (madarak és közvetlen dinoszaurusz rokonaik)
- †Sauropodomorpha alrend
  - †Thecodontosaurus
  - †Plateosauridae család
  - †Riojasaurus
  - †Massospondylidae család
  - †Sauropoda alrendág
    - †Vulcanodontidae család
    - †Omeisauridae család
    - †Neosauropoda osztag
      - †Cetiosauridae család
      - †Diplodocidae család
      - †Macronaria alosztag
        - †Camarasauridae család
        - †Titanosauriformes alosztagág
          - †Brachiosauridae család
          - †Somphospondyli csoport
            - †Euhelopodidae család
            - †Titanosauridae család

### †Madármedencéjűek rendje
- †Pisanosauridae család
- †Fabrosauridae család
- †Thyreophora alrend
  - †Scelidosauridae család
  - †Stegosauria alrendág
  - †Ankylosauria alrendág
    - †Nodosauridae család
    - †Ankylosauridae család
- †Cerapoda alrend
  - †Pachycephalosauria alrendág
  - †Ceratopsia alrendág
    - †Psittacosauridae család
    - †Protoceratopsidae család
    - †Ceratopsidae család

  - †Ornithopoda alrendág
    - †Heterodontosauridae család
    - †Hypsilophodontidae család
    - †Iguanodontidae család *
    - †Hadrosauridae család

## A Weishampel/Dodson/Osmólska rendszerezés
A Weishampel, Dodson és Osmólska által szerkesztett The Dinosauria 2004-es, második kiadása, amely a téma szakértőinek cikkeiből nyújt válogatást, a legteljeskörűbb áttekintést adja a dinoszauruszokról, mióta 1990-ben elsőként megjelent. A második kiadás az első javított és frissített változata.
Az alábbi kladogram és a filogenetikai definíciók az evolúciós kapcsolatok jelenlegi értelmezését tükrözik. A taxonok és a köztük elhelyezett („+”) szimbólum jelzi, hogy az adott taxon egy csomópont-alapú klád, amely a definíció szerint a „hozzá adott” taxonok utolsó közös ősének minden leszármazottját tartalmazza. A nagyobb jel („>”) azt jelzi, hogy az adott taxon egy ág-alapú taxon, amely minden olyan élőlényt tartalmaz, amelynek van egy újabb keletű közös őse a „kisebb” taxonnal.

### Hüllőmedencéjűek
(Tyrannosaurus/Allosaurus > Triceratops/Stegosaurus)
- Herrerasauria (Herrerasaurus > Liliensternus, Plateosaurus)
  - Herrerasauridae (Herrerasaurus + Staurikosaurus)
- ? Eoraptor lunensis
- Sauropodomorpha (Saltasaurus > Theropoda)
  -  ? Saturnalia tupiniquim
  -  ? Thecodontosauridae
  - Prosauropoda (Plateosaurus > Sauropoda)
    -  ? Thecodontosauridae
    -  ? Anchisauria (Anchisaurus + Melanorosaurus)
      -  ? Anchisauridae (Anchisaurus > Melanorosaurus)
      -  ? Melanorosauridae (Melanorosaurus > Anchisaurus)

    - Plateosauria (Jingshanosaurus + Plateosaurus)
      - Massospondylidae
      - Yunnanosauridae
      - Plateosauridae (Plateosaurus > Yunnanosaurus, Massospondylus)

  - Sauropoda (Saltasaurus > Plateosaurus)
    -  ? Anchisauridae
    -  ? Melanorosauridae
    - Blikanasauridae
    - Vulcanodontidae
    - Eusauropoda (Shunosaurus + Saltasaurus)
      -  ? Euhelopodidae
      - Mamenchisauridae
      - Cetiosauridae (Cetiosaurus > Saltasaurus)
      - Neosauropoda (Diplodocus + Saltasaurus)
        - Diplodocoidea (Diplodocus > Saltasaurus)
          - Rebbachisauridae (Rebbachisaurus > Diplodocus)
          - Flagellicaudata
            - Dicraeosauridae (Dicraeosaurus > Diplodocus)
            - Diplodocidae (Diplodocus > Dicraeosaurus)

        - Macronaria (Saltasaurus > Diplodocus)
          -  ? Jobaria tiguidensis
          - Camarasauromorpha (Camarasaurus + Saltasaurus)
            - Camarasauridae
            - Titanosauriformes (Brachiosaurus + Saltasaurus)
              - Brachiosauridae (Brachiosaurus > Saltasaurus)
              - Titanosauria (Saltasaurus > Brachiosaurus)
                - Andesauridae
                - Lithostrotia (Malawisaurus + Saltasaurus)
                  - Isisaurus colberti
                  - Paralititan stromeri
                  - Nemegtosauridae
                  - Saltasauridae (Opisthocoelicaudia + Saltasaurus)
- Theropoda (Passer domesticus > Cetiosaurus oxoniensis)
  -  ? Eoraptor lunensis
  -  ? Herrerasauridae
  - Ceratosauria (Ceratosaurus nasicornis > Aves)
    -  ? Coelophysoidea (Coelophysis > Ceratosaurus)
      -  ? Dilophosaurus wetherilli
      - Coelophysidae (Coelophysis + Megapnosaurus)

    -  ? Neoceratosauria (Ceratosaurus > Coelophysis)
      - Ceratosauridae
      - Abelisauroidea (Carnotaurus sastrei > C. nasicornis)
        - Abelisauria (Noasaurus + Carnotaurus)
          - Noasauridae
          - Abelisauridae (Abelisaurus comahuensis + C. sastrei)
            - Carnotaurinae (Carnotaurus > Abelisaurus)
            - Abelisaurinae (Abelisaurus > Carnotaurus)

  - Tetanurae (P. domesticus > C. nasicornis)
    -  ? Spinosauroidea (Spinosaurus aegyptiacus > P. domesticus)
      - Megalosauridae (Megalosaurus bucklandii > P. domesticus, S. aegyptiacus, Allosaurus fragilis)
        - Megalosaurinae (M. bucklandii > Eustreptospondylus oxoniensis)
        - Eustreptospondlyinae (E. oxoniensis > M. bucklandii)

      - Spinosauridae (S. aegyptiacus > P. domesticus, M. bucklandii, A. fragilis)
        - Baryonychinae (Baryonyx walkeri > S. aegyptiacus)
        - Spinosaurinae (S. aegyptiacus > B. walkeri)

    - Avetheropoda (A. fragilis + P. domesticus) 
      - Carnosauria (A. fragilis > Aves)
        -  ? Spinosauroidea
        - Monolophosaurus jiangi
        - Allosauroidea (A. fragilis + Sinraptor dongi)
          - Allosauridae (A. fragilis > S. dongi, Carcharodontosaurus saharicus)
          - Sinraptoridae (S. dongi > A. fragilis, C. saharicus)
          - Carcharodontosauridae (C. saharicus > A. fragilis, S. dongi)

      - Coelurosauria (P. domesticus > A. fragilis)
        - Compsognathidae (Compsognathus longipes > P. domesticus)
        - Proceratosaurus bradleyi
        - Ornitholestes hermanni
        - Tyrannoraptora (Tyrannosaurus rex + P. domesticus)
          - Coelurus fragilis
          - Tyrannosauroidea (T. rex > Ornithomimus velox, Deinonychus antirrhopus, A. fragilis)
            - Dryptosauridae
            - Tyrannosauridae (T. rex + Tarbosaurus bataar + Daspletosaurus torosus + Albertosaurus sarcophagus + Gorgosaurus libratus)
              - Tyrannosaurinae (T. rex > A. sarcophagus)
              - Albertosaurinae (A. sarcophagus > T. rex)

          - Maniraptoriformes (O. velox + P. domesticus)
            - Ornithomimosauria (Ornithomimus edmontonicus + Pelecanimimus polyodon)
              - Harpymimidae
              - Garudimimidae
              - Ornithomimidae

            - Maniraptora (P. domesticus > O. velox)
              - Oviraptorosauria (Oviraptor philoceratops > P. domesticus)
                - Caenagnathoidea (O. philoceratops + Caenagnathus collinsi)
                  - Caenagnathidae (C. collinsi > O. philoceratops)
                  - Oviraptoridae (O. philoceratops > C. collinsi)
                    - Oviraptorinae (O. philoceratops + Citipati osmolskae)

                - Therizinosauroidea (Therizinosaurus + Beipiaosaurus)
                  - Alxasauridae
                  - Therizinosauridae

              - Paraves (P. domesticus > O. philoceratops)
                - Eumaniraptora (P. domesticus + D. antirrhopus)
                  - Deinonychosauria (D. antirrhopus > P. domesticus vagy Dromaeosaurus albertensis + Troodon formosus)
                    - Troodontidae (T. formosus > Velociraptor mongoliensis)
                    - Dromaeosauridae (Microraptor zhaoianus + Sinornithosaurus millenii + V. mongoliensis)

                  - Avialae (Archaeopteryx + Neornithes)

### Madármedencéjűek
(Iguanodon/Triceratops > Cetiosaurus/Tyrannosaurus)
- ? Lesothosaurus diagnosticus
- ? Heterodontosauridae
- Genasauria (Ankylosaurus + Triceratops)
  - Thyreophora (Ankylosaurus > Triceratops)
    - Scelidosauridae
    - Eurypoda (Ankylosaurus + Stegosaurus)
      - Stegosauria (Stegosaurus > Ankylosaurus)
        - Huayangosauridae (Huayangosaurus > Stegosaurus)
        - Stegosauridae (Stegosaurus > Huayangosaurus)
          - Dacentrurus armatus
          - Stegosaurinae (Stegosaurus > Dacentrurus)

      - Ankylosauria (Ankylosaurus > Stegosaurus)
        - Ankylosauridae (Ankylosaurus > Panoplosaurus)
          - Gastonia burgei
          - Shamosaurus scutatus
          - Ankylosaurinae (Ankylosaurus > Shamosaurus)

        - Nodosauridae (Panoplosaurus > Ankylosaurus)

  - Cerapoda (Triceratops > Ankylosaurus)
    - Ornithopoda (Edmontosaurus > Triceratops)
      -  ? Lesothosaurus diagnosticus
      -  ? Heterodontosauridae
      - Euornithopoda
        - Hypsilophodon foxii
        - Thescelosaurus neglectus
        - Iguanodontia (Edmontosaurus > Thescelosaurus)
          - Tenontosaurus tilletti
          - Rhabdodontidae
          - Dryomorpha
            - Dryosauridae
            - Ankylopollexia
              - Camptosauridae
              - Styracosterna
                - Lurdusaurus arenatus
                - Iguanodontoidea (=Hadrosauriformes)
                  - Iguanodontidae
                  - Hadrosauridae (Telmatosaurus + Parasaurolophus)
                    - Telmatosaurus transsylvanicus
                    - Euhadrosauria
                      - Lambeosaurinae
                      - Saurolophinae (=Hadrosaurinae)

    - Marginocephalia
      - Pachycephalosauria (Pachycephalosaurus wyomingensis > Triceratops horridus)
        - Goyocephala (Goyocephale + Pachycephalosaurus)
          - Homalocephaloidea (Homalocephale + Pachycephalosaurus)
            - Homalocephalidae
            - Pachycephalosauridae

      - Ceratopsia (Triceratops > Pachycephalosaurus)
        - Psittacosauridae
        - Neoceratopsia
          - Coronosauria
            - Protoceratopsidae
            - Bagaceratopsidae
            - Ceratopsoidea
              - Leptoceratopsidae
              - Ceratopsomorpha
                - Ceratopsidae
                  - Centrosaurinae
                  - Chasmosaurinae

## Fordítás
- Ez a szócikk részben vagy egészben  a   Dinosaur classification című angol Wikipédia-szócikk ezen változatának fordításán alapul.  Az eredeti cikk szerkesztőit annak laptörténete sorolja fel. Ez a jelzés csupán a megfogalmazás eredetét és a szerzői jogokat jelzi, nem szolgál a cikkben szereplő információk forrásmegjelöléseként.